# Polycyrtus testaceus
Polycyrtus testaceus är en stekelart som först beskrevs av Taschenberg 1876.  Polycyrtus testaceus ingår i släktet Polycyrtus och familjen brokparasitsteklar. Inga underarter finns listade i Catalogue of Life.